# Ferocactus cylindraceus
Ferocactus cylindraceus – jeden z gatunków ferokaktusa występujący w Meksyku (Sonora, Baja California) oraz Stanach Zjednoczonych (Kalifornia, Nevada, Arizona, Utah). Rośnie na wysokościach  do 1750 m n.p.m. na skalistych zboczach pustynnych pasm górskich, czasami na równinach, a także na żwirowych lub kamienistych zboczach wzgórz czy ścianach kanionów.

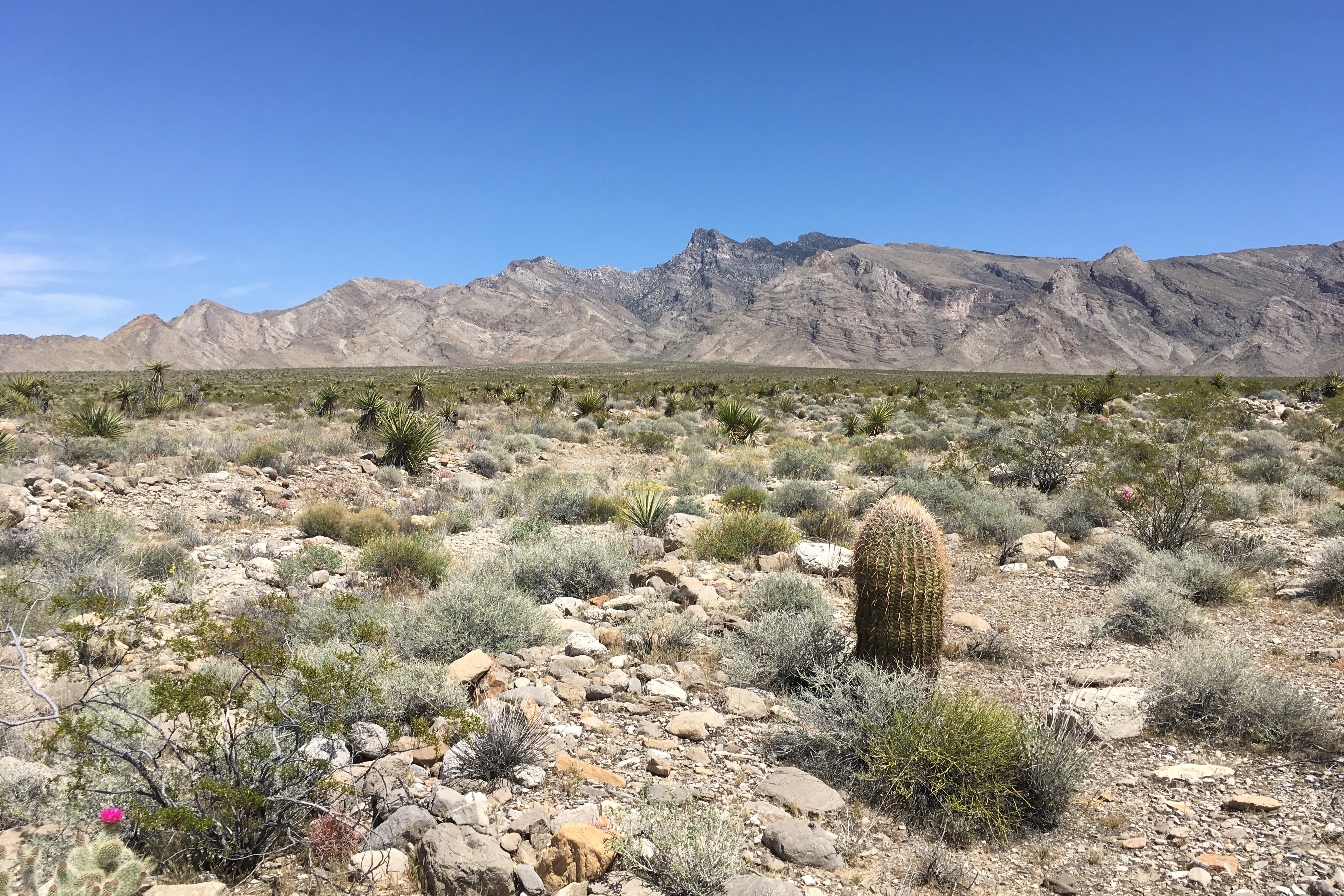
F. cylindraceus w Gold Butte National Monument

## Morfologia i biologia
Rośnie pojedynczo, nie rozgałęzia się. Jego pędy są z początku owalne, ale z czasem stają się kolumnowe. Osiąga on wysokość do 3 m i średnicę do 80 cm. Posiada 13–27 żeber koloru zielonego. Areole tego gatunku są osadzone co około 2 cm, mają ok. 1 cm długości. Wyrasta z nich 9–13 cierni bocznych, koloru czerwonego a długości 4 cm oraz 1–4 cierni środkowych o długości sięgającej do 12 cm. Kaktus kwitnie wiosną, dając kwiaty o kolorze żółtym lub pomarańczowym.